# Ostasienspiele 2005
Die IV. Ostasienspiele wurden vom 29. Oktober bis zum 6. November 2005 in Macau ausgetragen.

## Teilnehmende Nationen
- Volksrepublik China
- Chinesisch Taipeh
- Guam
- Hongkong
- Japan
- Macau
- Mongolei
- Nordkorea
- Südkorea

## Sportarten
- Basketball
- Bowling
- Drachenboot
- Fußball
- Gewichtheben
- Gymnastik
  - Artistik
  - Rhythmische Sportgymnastik
- Hockey
- Karate
- Leichtathletik
- Rudern
- Schießen
- Softtennis
- Tanzsport
- Taekwondo
- Tennis
- Wassersport
  - Schwimmen
  - Synchronschwimmen
  - Turmspringen
- Wushu

## Medaillenspiegel
| Platz | Land                | Gold | Silber | Bronze | Gesamt |
| ----- | ------------------- | ---- | ------ | ------ | ------ |
| 1     | Volksrepublik China | 127  | 63     | 33     | 223    |
| 2     | Japan               | 46   | 56     | 77     | 179    |
| 3     | Südkorea            | 32   | 48     | 65     | 145    |
| 4     | Chinesisch Taipeh   | 12   | 34     | 26     | 72     |
| 5     | Macau               | 11   | 16     | 17     | 44     |
| 6     | Nordkorea           | 6    | 10     | 20     | 36     |
| 7     | Hongkong            | 2    | 2      | 9      | 13     |
| 8     | Mongolei            | 1    | 1      | 6      | 8      |
| 9     | Guam                | 0    | 0      | 1      | 1      |
| Total | Total               | 237  | 230    | 254    | 721    |